# Albert Olszewski Von Herbulis

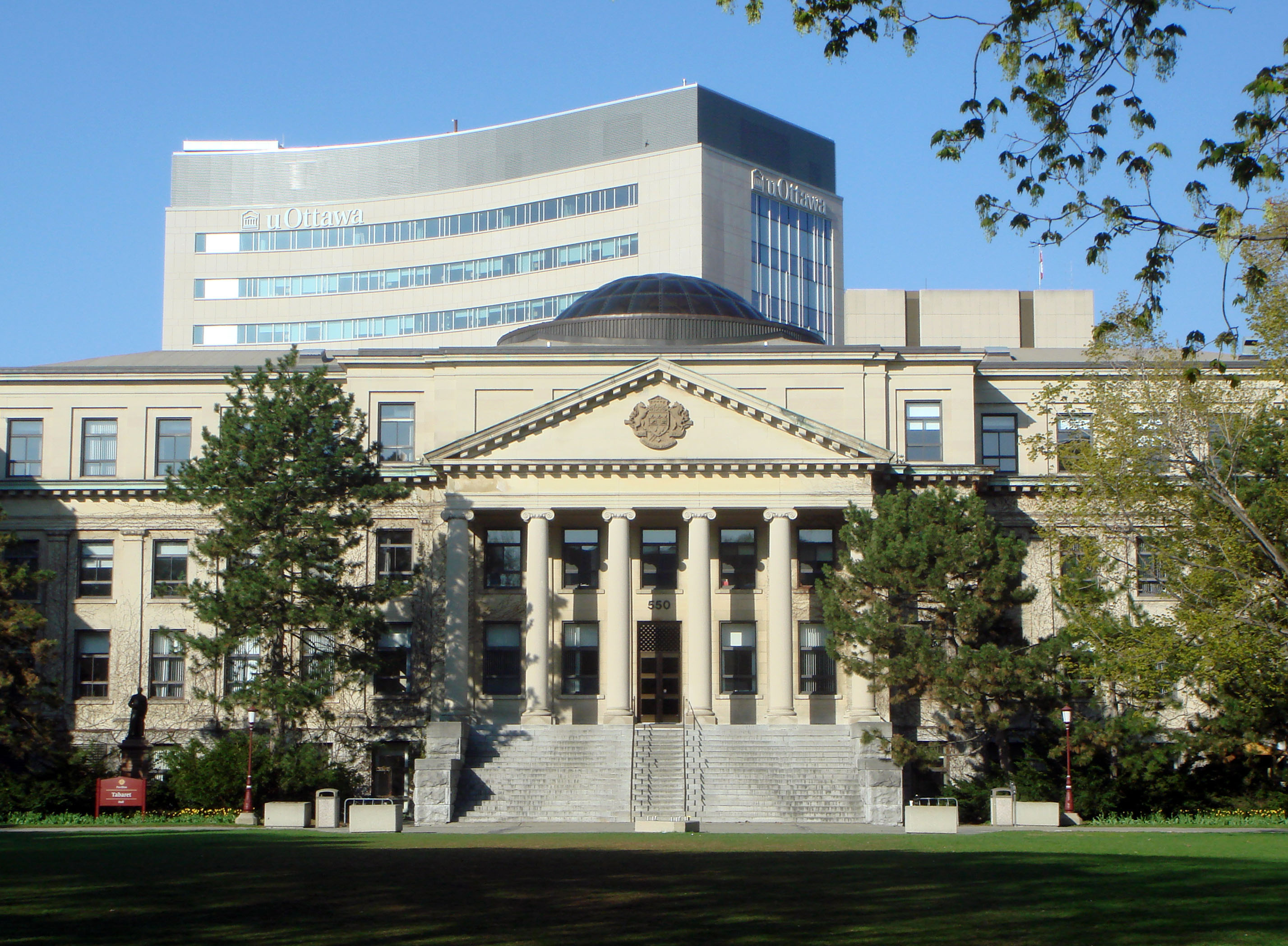
Tabaret Hall, Uniwersytet w Ottawie, Kanada

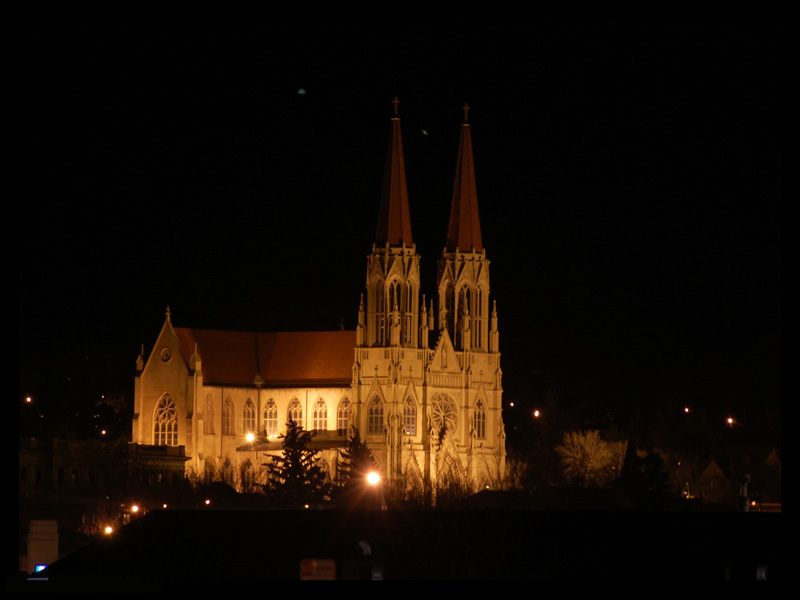
Katedra św. Heleny w Helenie, USA

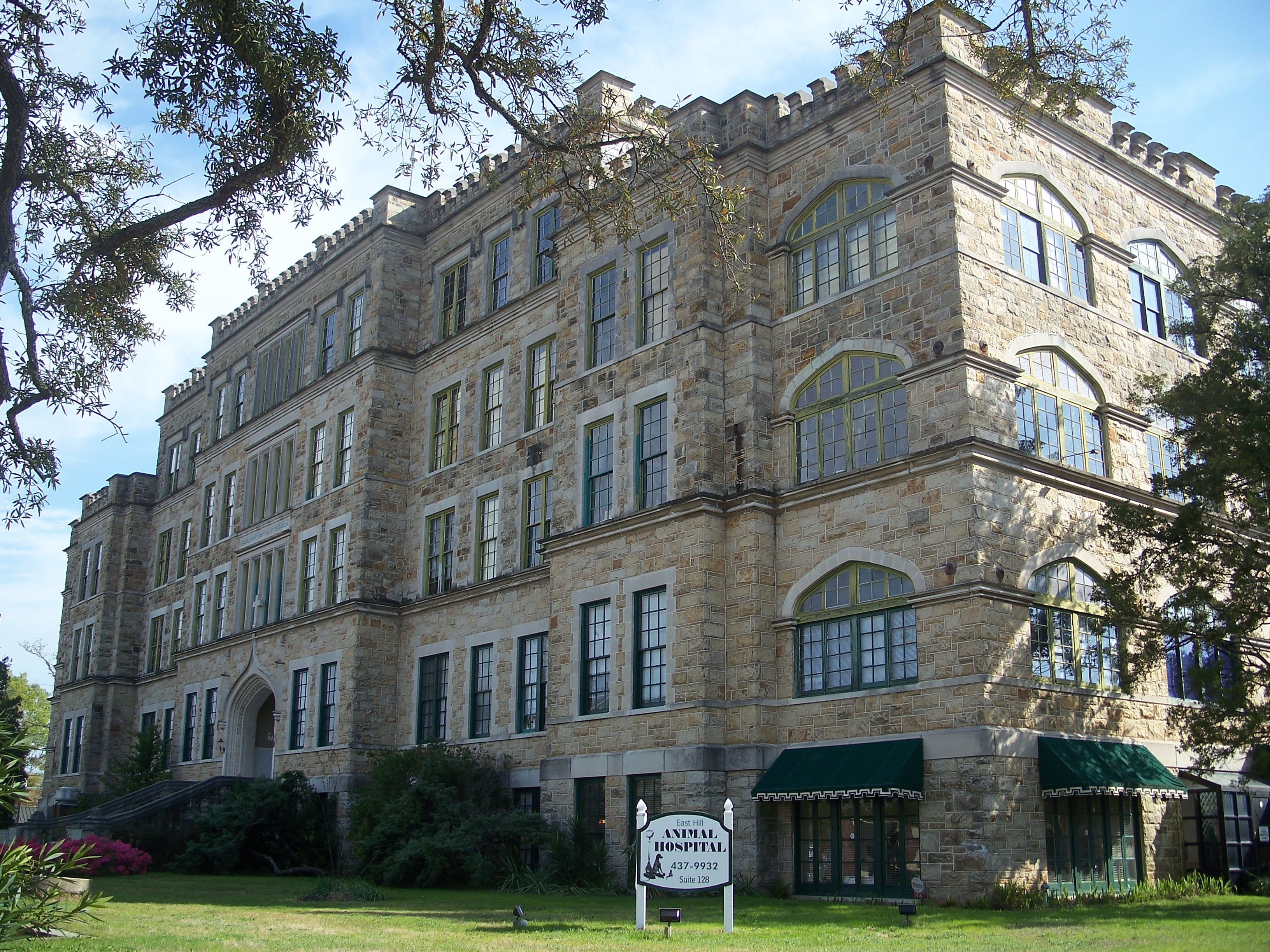
Pensacola Hospital

Albert Olszewski Von Herbulis (ur. 23 kwietnia 1860 w Budapeszcie, zm. 14 kwietnia 1928 w Waszyngtonie) – amerykański architekt.

## Życiorys
Pochodził prawdopodobnie z polskiej rodziny osiadłej na Węgrzech. Ukończył wiedeńską szkołę wojskową oraz studia inżynierskie na Politechnice Wiedeńskiej. W 1885 emigrował do Stanów Zjednoczonych, początkowo mieszkał w Scranton (Pensylwania), gdzie praktykował w studiu projektowym. Następnie przeniósł się do Waszyngtonu, gdzie mieszkał do końca życia. Specjalizował się w monumentalnych budowlach sakralnych dla kościoła rzymskokatolickiego, budynkach oświatowych i użyteczności publicznej. W 1904 komisja diecezji katolickiej w Ottawie powierzyła Albertowi Olszewskiemu von Herbulis zaprojektowanie kampusu uczelni artystycznej obejmującego osiem budynków. W 1908 według jego projektu powstała Katedra św. Heleny w Helenie, Montana. Zmarł nagle na zawał serca, spoczywa na Saint James Cemetery w Falls Church. Na jego grobie znajduje się napis „Adalbert Olszewski Ritter von Herbulis”.

## Projekty
- St. Ann's Academy, Tenleytown, Waszyngton (1903);
- Ryan Hall, Georgetown University, Waszyngton (1903);
- Marist College, Savannah and Second Streets, Waszyngton (1903-1904);
- Columbia Schoolhouse, Columbia Pike, Columbia Heights, Virginia (1904);
- Immaculata Seminary, American University Tenley Campus, Waszyngton (1904);
- St. Mark's Lutheran Church, 8th and B Streets, SE, Waszyngton (1904);
- Arts and Science Building, University of Ottawa, Ottawa, Ontario (1904-1905);
- St. Peter's R.C. Church, Barclay Street, Nowy Jork (1904-1905);
- St. Joseph's R.C. College, West End, Cincinnati, Ohio (1905);
- Holy Trinity Roman Catholic Church, 1118 North Noble Street, Chicago, Illinois (1905–1906);
- St. Mary's R.C. Church, Helena, Montana (1908);
- St. Charles Hall, Mount St. Charles College, now Carroll College, Helena, Montana (1909);
- Cathedral School, Helena, Montana (1909, zburzona 2008);
- Convent of Perpetual Adoration/Blessed Sacrament Academy in Birmingham, Alabama (1911-1913);
- The Cathedral of St. Helena, Helena, Montana (1908-1914);
- The Pensacola Hospital, Pensacola, Floryda (1915);
- Arts and Science Building, University of Ottawa, Ottawa, Ontario (1922)[1].